# Dyskografia Quebonafide
Dyskografia Quebonafide – dyskografia polskiego rapera i piosenkarza Quebonafide. Obejmuje ona cztery albumy studyjnych, pięć albumów we współpracy, jeden soundtrack, dwa minialbumy, dwa mixtapy, 48 singli, 28 występy gościnne.  Artysta nagrywa dla wytwórni QueQuality, ponadto niektóre z jego wydawnictw dystrybuuje Step Hurt. Artykuł zawiera informacje o datach premiery, wytwórniach muzycznych, nośnikach, pozycjach na listach przebojów, sprzedaży i certyfikatach Związku Producentów Audio-Video.
Sprzedaż wydawnictw Quebonafide na terenie Polski przekracza 500 tysięcy egzemplarzy. Dwa spośród nich pokryły się najwyżej złotą płytą, a trzy diamentową. Siedem albumów lub minialbumów było notowane na cotygodniowej liście sprzedaży OLiS, z czego pięć wydawnictw dotarło do pierwszej pozycji. Spośród utworów pięć były notowane na liście AirPlay – Top, zaś dwa na Liście przebojów Programu Trzeciego. Poza własnymi wydawnictwami, raper występuje gościnnie w utworach innych wykonawców. Jego wideografia obejmuje teledyski do niektórych singli.

## Albumy

### Studyjne
| Rok                                                     | Tytuł           | Informacje wydawnicze                                                                                           | Najwyższe pozycje na listach | Najwyższe pozycje na listach | Najwyższe pozycje na listach | Liczba sprzedanych egzemplarzy | Certyfikat ZPAV  |
| Rok                                                     | Tytuł           | Informacje wydawnicze                                                                                           | OLiS                         | OLiS str.                    | OLiS fiz.                    | Liczba sprzedanych egzemplarzy | Certyfikat ZPAV  |
| ------------------------------------------------------- | --------------- | --- | ---------------------------- | ---------------------------- | ---------------------------- | ------------------------------ | ---------------- |
| 2013                                                    | Eklektyka       | - Data: 31 lipca 2013 - Wydawca: SB Maffija - Format: CD · LP · digital download · streaming                    | —                            | —                            | —                            | 1600                           |                  |
| 2015                                                    | Ezoteryka       | - Data: 27 marca 2015 - Wydawca: QueQuality · Step Records - Format: CD · LP · digital download · streaming     | 1                            | 37                           | —                            | 30 000                         | platynowa płyta  |
| 2017                                                    | Egzotyka        | - Data: 9 czerwca 2017 - Wydawca: QueQuality · Step Hurt - Format: CD · LP · DVD · digital download · streaming | 1                            | 10                           | —                            | 150 000                        | diamentowa płyta |
| 2020                                                    | Romantic Psycho | - Data: 1 kwietnia 2020 - Wydawca: QueQuality · Step Hurt - Format: CD · LP · digital download · streaming      | 1                            | 3                            | 33                           | 150 000                        | diamentowa płyta |
| „—” oznacza, że album nie był notowany na danej liście. |                 | |                              |                              |                              |                                |                  |

## Albumy we współpracy
| Rok                                                     | Tytuł                         | Informacje wydawnicze                                                                                        | Najwyższe pozycje na listach | Najwyższe pozycje na listach | Najwyższe pozycje na listach | Najwyższe pozycje na listach | Liczba sprzedanych egzemplarzy | Certyfikat ZPAV  |
| Rok                                                     | Tytuł                         | Informacje wydawnicze                                                                                        | OLiS                         | OLiS str.                    | OLiS fiz.                    | OLiS win.                    | Liczba sprzedanych egzemplarzy | Certyfikat ZPAV  |
| ------------------------------------------------------- | ----------------------------- | --- | ---------------------------- | ---------------------------- | ---------------------------- | ---------------------------- | ------------------------------ | ---------------- |
| 2013                                                    | Płyta roku (oraz Eripe)       | - Data: 31 grudnia 2013 - Wydawca: Patokalipsa - Format: CD · LP · digital download · streaming              | —                            | —                            | —                            | —                            |                                |                  |
| 2015                                                    | Demówka EP (oraz Białas)      | - Data: 4 grudnia 2015 - Wydawca: QueQuality · Step Hurt - Format: CD · digital download · streaming         | —                            | —                            | —                            | —                            | 3 000                          |                  |
| 2016                                                    | Hip-hop 2.0 (jako QueQuality) | - Data: 17 czerwca 2015 - Wydawca: QueQuality · Step Hurt - Format: CD · digital download · streaming        | 3                            | —                            | —                            | —                            | 15 000                         | złota płyta      |
| 2018                                                    | Soma 0,5 mg (jako Taconafide) | - Data: 13 kwietnia 2018 - Wydawca: Taconafidex · Step Hurt - Format: CD · LP · digital download · streaming | 1                            | 4                            | 25                           | 2                            | 150 000                        | diamentowa płyta |
| 2018                                                    | 0,25 mg (jako Taconafide)     | - Data: 13 kwietnia 2018 - Wydawca: Taconafidex - Format: CD · digital download · streaming                  | 44                           | 20                           | —                            | —                            |                                |                  |
| „—” oznacza, że album nie był notowany na danej liście. |                               | |                              |                              |                              |                              |                                |                  |

## Soundtracki
| Rok                                                     | Tytuł             | Informacje wydawnicze                                                         | Najwyższe pozycje na listach | Najwyższe pozycje na listach |
| Rok                                                     | Tytuł             | Informacje wydawnicze                                                         | OLiS                         | OLiS str.                    |
| ------------------------------------------------------- | ----------------- | ----------------------------------------------------------------------------- | ---------------------------- | ---------------------------- |
| 2025                                                    | Północ / południe | - Data: 4 lipca 2025 - Wydawca: Magnetowid - Format: CD · box set · streaming | 1                            | 1                            |
| „—” oznacza, że album nie był notowany na danej liście. |                   |                                                                               |                              |                              |

## Minialbumy
| Rok                                                     | Tytuł                             | Informacje wydawnicze                                                                                | Najwyższe pozycje na listach | Najwyższe pozycje na listach | Liczba sprzedanych egzemplarzy | Certyfikat ZPAV |
| Rok                                                     | Tytuł                             | Informacje wydawnicze                                                                                | OLiS                         | OLiS str.                    | Liczba sprzedanych egzemplarzy | Certyfikat ZPAV |
| ------------------------------------------------------- | --------------------------------- | --- | ---------------------------- | ---------------------------- | ------------------------------ | --------------- |
| 2017                                                    | Dla Fanów Eklektyki               | - Data: 9 czerwca 2017 - Wydawca: QueQuality · Step Hurt - Format: CD · digital download · streaming | 10                           | 80                           | 15 000                         | złota płyta     |
| 2017                                                    | Dla Fanek Euforii                 | - Data: 9 czerwca 2017 - Wydawca: QueQuality · Step Hurt - Format: CD · digital download · streaming | 16                           | 7                            | 30 000                         | platynowa płyta |
| 2017                                                    | No To Bajka EP (producent Matheo) | - Data: 30 sierpnia 2017 - Wydawca: QueQuality · Step Hurt - Format: CD                              | —                            | —                            | 3 000                          |                 |
| „—” oznacza, że album nie był notowany na danej liście. |                                   | |                              |                              |                                |                 |

## Mixtape’y
| Rok  | Tytuł                      | Informacje wydawnicze                                                                      |
| ---- | -------------------------- | ------------------------------------------------------------------------------------------ |
| 2015 | Erotyka                    | - Data: 27 marca 2015 - Wydawca: QueQuality - Format: CD · digital download · streaming    |
| 2016 | Elektryka (producent 2sty) | - Data: 17 czerwca 2016 - Wydawca: Patokalipsa - Format: CD · digital download · streaming |

## Single

### Jako główny wykonawca
| Rok | Tytuł                                                                               | Najwyższe pozycje na listach | Najwyższe pozycje na listach | Najwyższe pozycje na listach | Najwyższe pozycje na listach | Najwyższe pozycje na listach | Najwyższe pozycje na listach | Najwyższe pozycje na listach | Najwyższe pozycje na listach | Najwyższe pozycje na listach | Najwyższe pozycje na listach | Certyfikat ZPAV  | Album                  |
| Rok | Tytuł                                                                               | OLiS str.                    | OLiA                         | OLiA New                     | LP3                          | ZET                          | ESKA                         | RMF Maxxx                    | RMF FM                       | RP                           | SLiP                         | Certyfikat ZPAV  | Album                  |
| --- | ----------------------------------------------------------------------------------- | ---------------------------- | ---------------------------- | ---------------------------- | ---------------------------- | ---------------------------- | ---------------------------- | ---------------------------- | ---------------------------- | ---------------------------- | ---------------------------- | ---------------- | ---------------------- |
| 2013 | „Futurama (Jurek Owsiak Flow)”                                                      | –                            | –                            | –                            | –                            | –                            | –                            | –                            | –                            | –                            | –                            |                  | Eklektyka              |
| 2013 | „Avengers” (gościnnie: Eripe)                                                       | –                            | –                            | –                            | –                            | –                            | –                            | –                            | –                            | –                            | –                            |                  | Eklektyka              |
| 2013 | "Futurama 2 (To tylko bragga)"                                                      | –                            | –                            | –                            | –                            | –                            | –                            | –                            | –                            | –                            | –                            |                  | Eklektyka              |
| 2013 | „Lara Croft”                                                                        | –                            | –                            | –                            | –                            | –                            | –                            | –                            | –                            | –                            | –                            |                  | Eklektyka              |
| 2013 | „Blockbuster” (gościnnie: TomB)                                                     | –                            | –                            | –                            | –                            | –                            | –                            | –                            | –                            | –                            | –                            |                  | Eklektyka              |
| 2014 | „Żadnych zmartwień” (gościnnie: Kuban, Kuba Knap)                                   | –                            | –                            | –                            | –                            | –                            | –                            | –                            | –                            | –                            | –                            | platynowa płyta  | Ezoteryka              |
| 2014 | „Pareidolia”                                                                        | –                            | –                            | –                            | –                            | –                            | –                            | –                            | –                            | –                            | –                            |                  | Erotyka                |
| 2014 | „Hype”                                                                              | –                            | –                            | –                            | –                            | –                            | –                            | –                            | –                            | –                            | –                            | złota płyta      | Ezoteryka              |
| 2014 | „Ciernie” (gościnnie: Deys)                                                         | –                            | –                            | –                            | –                            | –                            | –                            | –                            | –                            | –                            | –                            |                  | Ezoteryka              |
| 2014 | „Carnival”                                                                          | –                            | –                            | –                            | –                            | –                            | –                            | –                            | –                            | –                            | –                            |                  | Ezoteryka              |
| 2014 | „Trip”                                                                              | –                            | –                            | –                            | –                            | –                            | –                            | –                            | –                            | –                            | –                            | złota płyta      | Ezoteryka              |
| 2014 | „Tarot” (gościnnie: Justyna Kuśmierczyk)                                            | –                            | –                            | –                            | –                            | –                            | –                            | –                            | –                            | –                            | –                            |                  | Ezoteryka              |
| 2015 | „Voodoo”                                                                            | –                            | –                            | –                            | –                            | –                            | –                            | –                            | –                            | –                            | –                            |                  | Ezoteryka              |
| 2015 | „Kyrie Eleison” (gościnnie: Guzior)                                                 | –                            | –                            | –                            | –                            | –                            | –                            | –                            | –                            | –                            | –                            |                  | Ezoteryka              |
| 2015 | „Powszechny i śmiertelny”                                                           | –                            | –                            | –                            | –                            | –                            | –                            | –                            | –                            | –                            | –                            |                  | Ezoteryka              |
| 2015 | „Ile mogłem” (gościnnie: K-Leah)                                                    | –                            | –                            | –                            | –                            | –                            | –                            | –                            | –                            | –                            | –                            |                  | Ezoteryka              |
| 2015 | „Jackass”                                                                           | –                            | –                            | –                            | –                            | –                            | –                            | –                            | –                            | –                            | –                            |                  | Erotyka                |
| 2015 | „Oh My Buddha”                                                                      | –                            | –                            | –                            | –                            | –                            | –                            | –                            | –                            | –                            | –                            |                  | Egzotyka               |
| 2016 | „Quebahombre”                                                                       | –                            | –                            | –                            | –                            | –                            | –                            | 14                           | –                            | –                            | –                            | platynowa płyta  | Egzotyka               |
| 2016 | „Szejk”                                                                             | –                            | –                            | –                            | –                            | –                            | –                            | –                            | –                            | –                            | –                            | złota płyta      | Egzotyka               |
| 2016 | „Bollywood” (gościnnie: Czesław Mozil)                                              | –                            | –                            | –                            | –                            | –                            | –                            | –                            | –                            | –                            | –                            | złota płyta      | Egzotyka               |
| 2016 | „Luís Nazário de Lima”                                                              | –                            | –                            | –                            | –                            | –                            | –                            | –                            | –                            | –                            | –                            |                  | Egzotyka               |
| 2016 | „Madagaskar”                                                                        | –                            | –                            | –                            | –                            | –                            | –                            | –                            | –                            | –                            | –                            | platynowa płyta  | Egzotyka               |
| 2017 | „Królem być” (oraz Matheo)                                                          | –                            | –                            | –                            | –                            | –                            | –                            | –                            | –                            | –                            | –                            |                  | No to bajka EP         |
| 2017 | „Changa” (gościnnie: iFani)                                                         | –                            | –                            | –                            | –                            | –                            | –                            | –                            | –                            | –                            | –                            | złota płyta      | Egzotyka               |
| 2017 | „C’est la Vie”                                                                      | –                            | –                            | –                            | –                            | –                            | –                            | –                            | –                            | –                            | –                            | platynowa płyta  | Egzotyka               |
| 2017 | „Zorza”                                                                             | –                            | –                            | –                            | –                            | –                            | –                            | –                            | –                            | –                            | –                            | platynowa płyta  | Egzotyka               |
| 2017 | „Między słowami” (gościnnie: Young Lungs)                                           | –                            | –                            | –                            | –                            | –                            | –                            | –                            | –                            | –                            | –                            | platynowa płyta  | Egzotyka               |
| 2017 | „Znaki zapytania” (gościnnie: Eripe)                                                | –                            | –                            | –                            | –                            | –                            | –                            | –                            | –                            | –                            | –                            | złota płyta      | Dla Fanów Eklektyki EP |
| 2017 | „Arabska noc” (gościnnie: Solar, Wac Toja)                                          | –                            | –                            | –                            | –                            | –                            | –                            | –                            | –                            | –                            | –                            | złota płyta      | Egzotyka               |
| 2017 | „To nie jest hip-hop” (gościnnie: KRS-One)                                          | –                            | –                            | –                            | –                            | –                            | –                            | –                            | –                            | –                            | –                            |                  | Egzotyka               |
| 2017 | „Bumerang”                                                                          | –                            | –                            | –                            | –                            | –                            | –                            | –                            | –                            | –                            | –                            |                  | Egzotyka               |
| 2017 | „Kawa i xanax” (gościnnie: PlanBe)                                                  | –                            | –                            | –                            | –                            | –                            | –                            | –                            | –                            | –                            | –                            | platynowa płyta  | Dla Fanek Euforii EP   |
| 2017 | „Odyseusz”                                                                          | –                            | –                            | –                            | –                            | –                            | –                            | –                            | –                            | –                            | –                            | złota płyta      | Egzotyka               |
| 2017 | „Half Dead” (gościnnie: ReTo)                                                       | 89                           | –                            | –                            | –                            | –                            | –                            | –                            | –                            | –                            | –                            | diamentowa płyta | Dla Fanów Eklektyki EP |
| 2017 | „Candy” (gościnnie: Klaudia Szafrańska)                                             | 81                           | 44                           | 3                            | –                            | –                            | 9                            | –                            | –                            | 17                           | –                            | diamentowa płyta | Dla Fanek Euforii EP   |
| 2020 | „Romanticpsycho” (gościnnie: Taco Hemingway)                                        | –                            | –                            | –                            | –                            | –                            | –                            | –                            | –                            | –                            | –                            |                  | Romantic Psycho        |
| 2020 | „Jesień” (gościnnie: Natalia Szroeder)                                              | –                            | –                            | –                            | –                            | –                            | –                            | –                            | –                            | –                            | –                            | platynowa płyta  | Romantic Psycho        |
| 2020 | „Przytobie”                                                                         | –                            | –                            | –                            | –                            | –                            | –                            | –                            | –                            | –                            | –                            | złota płyta      | Romantic Psycho        |
| 2020 | „Szubienicapestycydybroń”                                                           | 77                           | 39                           | 2                            | –                            | –                            | 12                           | 17                           | –                            | –                            | –                            | platynowa płyta  | Romantic Psycho        |
| 2020 | „Bubbletea” (gościnnie: Daria Zawiałow)                                             | 28                           | 7                            | 3                            | 27                           | 2                            | 1                            | 1                            | 1                            | 4                            | 1                            | diamentowa płyta | Romantic Psycho        |
| 2020 | „Teen Kasia”                                                                        | –                            | –                            | –                            | X                            | –                            | –                            | –                            | –                            | –                            | –                            | platynowa płyta  | Singiel niealbumowy    |
| 2020 | „Matcha Latte” (gościnnie: Mick Jenkins)                                            | –                            | –                            | –                            | X                            | –                            | –                            | –                            | –                            | –                            | –                            | złota płyta      | Singiel niealbumowy    |
| 2021 | „Benz-Dealer” (oraz Tommy Cash)                                                     | –                            | –                            | –                            | X                            | –                            | –                            | –                            | –                            | –                            | –                            | złota płyta      | Singiel niealbumowy    |
| 2022 | „Refren trochę jak Lana Del Rey” (oraz Ka-Meal, maszaitsme, gośc. SecretiveSuicide) | 25                           | –                            | –                            | X                            | –                            | –                            | –                            | –                            | –                            | –                            | platynowa płyta  | Singiel niealbumowy    |
| 2023 | „Sniffing Gas” (gośc. Omega Sapien)                                                 | –                            | –                            | X                            | X                            | –                            | –                            | –                            | –                            | –                            | –                            | złota płyta      | Singiel niealbumowy    |
| 2025 | „Futurama 3 (fan serwis)”                                                           | –                            | –                            |                              |                              | –                            | –                            | –                            | –                            | –                            | –                            | platynowa płyta  | Singiel niealbumowy    |
| „–” oznacza, że singiel nie był notowany na danej liście. „X” oznacza, że lista nie istniała w danym okresie. |                                                                                     |                              |                              |                              |                              |                              |                              |                              |                              |                              |                              |                  |                        |

### We współpracy
| Rok                                                        | Tytuł                             | Najwyższe pozycje na listach | Najwyższe pozycje na listach | Najwyższe pozycje na listach | Najwyższe pozycje na listach | Najwyższe pozycje na listach | Najwyższe pozycje na listach | Najwyższe pozycje na listach | Najwyższe pozycje na listach | Najwyższe pozycje na listach | Album       |
| Rok                                                        | Tytuł                             | OLiS str.                    | OLiA                         | OLiA New                     | ESKA                         | LP3                          | RMF Maxx                     | RMF FM                       | RP                           | SLiP                         | Album       |
| ---------------------------------------------------------- | --------------------------------- | ---------------------------- | ---------------------------- | ---------------------------- | ---------------------------- | ---------------------------- | ---------------------------- | ---------------------------- | ---------------------------- | ---------------------------- | ----------- |
| 2014                                                       | „Modern Warfare ” (oraz Eripe)    | –                            | –                            | –                            | –                            | –                            | –                            | –                            | –                            | –                            | Płyta roku  |
| 2015                                                       | „Muszę lecieć” (oraz Białas)      | –                            | –                            | –                            | –                            | –                            | –                            | –                            | –                            | –                            | Demówka EP  |
| 2015                                                       | „Enigma room” (jako QueQuality)   | –                            | –                            | –                            | –                            | –                            | –                            | –                            | –                            | –                            | Hip-Hop 2.0 |
| 2015                                                       | „Asceta” (jako QueQuality)        | –                            | –                            | –                            | –                            | –                            | –                            | –                            | –                            | –                            | Hip-Hop 2.0 |
| 2015                                                       | „Wesoła ekipa” (jako QueQuality)  | –                            | –                            | –                            | –                            | –                            | –                            | –                            | –                            | –                            | Hip-Hop 2.0 |
| 2018                                                       | „Art-B” (jako Taconafide)         | –                            | –                            | –                            | –                            | –                            | –                            | –                            | –                            | –                            | Soma 0,5 mg |
| 2018                                                       | „Tamagotchi” (jako Taconafide)    | 12                           | 22                           | 3                            | 1                            | 3                            | 1                            | 2                            | 1                            | 1                            | Soma 0,5 mg |
| 2018                                                       | „Metallica 808” (jako Taconafide) | –                            | –                            | –                            | –                            | –                            | –                            | –                            | –                            | –                            | Soma 0,5 mg |
| 2018                                                       | „Kryptowaluty” (jako Taconafide)  | –                            | –                            | –                            | –                            | –                            | –                            | –                            | –                            | –                            | Soma 0,5 mg |
| „ –” oznacza, że singiel nie był notowany na danej liście. |                                   |                              |                              |                              |                              |                              |                              |                              |                              |                              |             |

### Jako gość
| Rok | Tytuł                                                               | Najwyższe pozycje na listach | Najwyższe pozycje na listach | Najwyższe pozycje na listach | Najwyższe pozycje na listach | Najwyższe pozycje na listach | Najwyższe pozycje na listach | Najwyższe pozycje na listach | Najwyższe pozycje na listach | Certyfikat ZPAV    | Album            |
| Rok | Tytuł                                                               | OLiS str.                    | OLiA                         | OLiA New                     | LP3                          | ESKA                         | RMF Maxx                     | RP                           | SLiP                         | Certyfikat ZPAV    | Album            |
| --- | ------------------------------------------------------------------- | ---------------------------- | ---------------------------- | ---------------------------- | ---------------------------- | ---------------------------- | ---------------------------- | ---------------------------- | ---------------------------- | ------------------ | ---------------- |
| 2014 | Pawbeats – „Euforia” (gośc. Quebonafide, Kasia Grzesiek)            | –                            | –                            | –                            | –                            | –                            | 3                            | –                            | 34                           |                    | Utopia           |
| 2015 | Quebonafide, Natalia Zamilska – „Święty spokój”                     | –                            | –                            | –                            | –                            | 5                            | –                            | –                            | –                            |                    | Żywy Gig         |
| 2017 | Białas, Lanek – „Ganges” (gośc. Quebonafide)                        | –                            | –                            | –                            | –                            | –                            | –                            | –                            | –                            | platynowa płyta    | Polon            |
| 2018 | ReTo – „Sorry Dolores” (gośc. Quebonafide)                          | –                            | 37                           | 4                            | –                            | 15                           | 14                           | –                            | –                            | 4× platynowa płyta | BOA              |
| 2018 | Bonus RPK – „Opowieści z krypty” (gośc. Kizo, Quebonafide, Borixon) | –                            | –                            | –                            | –                            | –                            | –                            | –                            | –                            | złota płyta        | Technik pasjonat |
| 2020 | Kukon – „Piję wódę i słucham Ich Troje” (gośc. Quebonafiide)        | –                            | –                            | –                            | X                            | –                            | –                            | –                            | –                            | platynowa płyta    | Ogrody Mixtape 2 |
| 2021 | Mata – „Papuga” (gośc. Quebonafide, Malik Montana)                  | –                            | –                            | 3                            | X                            | –                            | –                            | –                            | –                            | diamentowa płyta   | Młody Matczak    |
| 2021 | Sokół – „Na cały świat” (gośc. Quebonafide, Pezet)                  | –                            | –                            | –                            | X                            | –                            | –                            | –                            | –                            | platynowa płyta    | Nic              |
| 2022 | Kinny Zimmer – „Benz-Dealer”(gośc. Quebonafide)                     | –                            | –                            | –                            | X                            | –                            | –                            | –                            | –                            | złota płyta        | Letnisko         |
| 2023 | Kuban – „Same zmartwienia” (gośc. Quebonafide)                      | 3                            | 28                           | X                            | X                            | 1                            | –                            | –                            | –                            | 2× platynowa płyta | Spokój.          |
| „ –” oznacza, że utwór nie był notowany na danej liście. „X” oznacza, że lista nie istniała w danym okresie. |                                                                     |                              |                              |                              |                              |                              |                              |                              |                              |                    |                  |

### Inne notowane utwory
| Rok  | Tytuł                                          | Najwyższa pozycja na liście | Album             |
| Rok  | Tytuł                                          | OLiS str.                   | Album             |
| ---- | ---------------------------------------------- | --------------------------- | ----------------- |
| 2025 | „Preludium”                                    | 83                          | Północ / południe |
| 2025 | „Chemiczny balans”                             | 10                          | Północ / południe |
| 2025 | „Trawa”                                        | 23                          | Północ / południe |
| 2025 | „Noradrenalina” (gośc. Sobel)                  | 3                           | Północ / południe |
| 2025 | „Aria rozstroju” (gośc. Jakub Józef Orliński)  | 60                          | Północ / południe |
| 2025 | „Diagnoza” (gośc. Noam Zylberberg)             | 42                          | Północ / południe |
| 2025 | „Glutochoroba”                                 | 82                          | Północ / południe |
| 2025 | „Wielka przyjemność”                           | 30                          | Północ / południe |
| 2025 | „Czarne plaże, białe lwy”                      | 29                          | Północ / południe |
| 2025 | „Melisa”                                       | 15                          | Północ / południe |
| 2025 | „Igły, soczewki, samoloty” (gośc. Kuba Więcek) | 39                          | Północ / południe |
| 2025 | „Nie życzę ci źle”                             | 16                          | Północ / południe |
| 2025 | „Echo”                                         | 96                          | Północ / południe |
| 2025 | „KC, lecz… bez przesady” (gośc. Chivas)        | 20                          | Północ / południe |
| 2025 | „Sojusz”                                       | 97                          | Północ / południe |
| 2025 | „Wkrótce” (gośc. Oki)                          | 14                          | Północ / południe |
| 2025 | „Statek z Lego”                                | 51                          | Północ / południe |
| 2025 | „Po burzy wyjdzie słońce” (gośc. Mata)         | 100                         | Północ / południe |
| 2025 | „Natrętne myśli”                               | 62                          | Północ / południe |
| 2025 | „Północ / południe”                            | 24                          | Północ / południe |

### Gościnne występy
| Rok  | Album                                          | Uwagi                                             | Źródło |
| ---- | ---------------------------------------------- | ------------------------------------------------- | ------ |
| 2009 | Yochimu – Pierwsze cięcie                      | członek zespołu                                   | [ 43 ] |
| 2010 | Yochimu – Drugie cięcie                        | członek zespołu                                   | [ 44 ] |
| 2012 | Yochimu – Flow witam (EP)                      | członek zespołu                                   | [ 45 ] |
| 2012 | Czarny Furiat – Zaginiony chłopiec             | gościnnie rap w utworze „Ryzyk fizyk 2”           | [ 46 ] |
| 2013 | Planet ANM, EljotSounds – Pas Oriona           | gościnnie rap w utworze „Nie rozmawiaj z duchami” | [ 47 ] |
| 2013 | Efen – Nowe zmienne                            | gościnnie rap w utworze „Sukces”                  | [ 48 ] |
| 2013 | Drużyna mistrzów 2: sport, muzyka, pasja       | gościnnie rap w utworze „Lepsze jutro”            | [ 49 ] |
| 2013 | Te-Tris, Pogz – Teraz                          | gościnnie rap w utworze „Boom”                    | [ 50 ] |
| 2014 | WhiteHouse – Kodex 5 Elements                  | gościnnie rap w utworze „#DavidMoyes”             | [ 51 ] |
| 2014 | Pawbeats – Utopia                              | gościnnie rap w utworze „Euforia”                 | [ 52 ] |
| 2014 | Paluch, Chris Carson – Made in Heaven          | gościnnie rap w utworze „M5”                      | [ 53 ] |
| 2015 | Dwa Sławy – Ludzie sztosy                      | gościnnie rap w utworze „Człowiek sztos”          | [ 54 ] |
| 2015 | Rasmentalism – Wyszli coś zjeść                | gościnnie rap w utworze „Wyjdziesz na dwór?”      | [ 55 ] |
| 2015 | SoulPete – RAW                                 | gościnnie rap w utworze „Wszystko i nic”          | [ 56 ] |
| 2015 | Prosto Mixtape IV                              | rap w utworze „Brać życie za mordę”               | [ 57 ] |
| 2015 | TomB – Wystudzony temperament: ciachy          | gościnnie rap w utworze „Quiz Flow”               | [ 58 ] |
| 2015 | Białas – Rehab                                 | gościnnie rap w utworze „Złote serca”             | [ 59 ] |
| 2015 | Guzior – YlloM                                 | gościnnie rap w utworze „Jebać Vibe”              | [ 60 ] |
| 2016 | Żabson – Passion Fruits EP                     | gościnnie rap w utworze „Czarne okulary”          | [ 61 ] |
| 2016 | Empire Music Studio, Matheo – Empire Force One | gościnnie rap w utworze „Agonia”                  | [ 62 ] |
| 2016 | Bezczel – Teraz albo nigdy                     | gościnnie rap w utworze „Idą asy w klub”          | [ 63 ] |
| 2017 | Wac Toja – High Quality                        | gościnnie rap w utworze „Aloes”                   | [ 64 ] |
| 2017 | Xxanaxx – Gradient                             | gościnnie rap w utworze „Kły”                     | [ 65 ] |
| 2017 | Solar – Klub 27                                | gościnnie rap w utworze „Ostatni snap”            |        |
| 2018 | Eripe – Serial Killers LP                      | gościnnie rap w utworze „Telenowela”              | [ 66 ] |
| 2018 | Żabson – To ziomal                             | gościnnie rap w utworze „Mantra”                  | [ 67 ] |
| 2018 | Bonus RPK – Technik pasjonat                   | gościnnie rap w utworze „Opowieści z krypty”      | [ 68 ] |

## Teledyski

### Solowe
| Rok  | Tytuł                                      | Reżyseria          | Album                  | Źródło  |
| ---- | ------------------------------------------ | ------------------ | ---------------------- | ------- |
| 2013 | „Avengers” (gościnnie: Eripe, DJ Klasyk)   | \| 2FAR\|          | Eklektyka              | [ 69 ]  |
| 2014 | „Hype”                                     | Wow Pictures       | Ezoteryka              | [ 70 ]  |
| 2014 | „Carnival”                                 | Wow Pictures       | Ezoteryka              | [ 71 ]  |
| 2014 | „Trip”                                     | Wow Pictures       | Ezoteryka              | [ 72 ]  |
| 2015 | „Voodoo”                                   | Evil Eye Studio    | Ezoteryka              | [ 73 ]  |
| 2015 | „Kyrie Eleison” (gościnnie: Guzior)        | Double P Video     | Ezoteryka              | [ 74 ]  |
| 2015 | „Powszechny i śmiertelny”                  | Improbros          | Ezoteryka              | [ 75 ]  |
| 2015 | „Ile mogłem” (gościnnie: K-Leah)           | Wow Pictures       | Ezoteryka              | [ 76 ]  |
| 2015 | „Pareidolia”                               | Dada Haze          | Ezoteryka              | [ 77 ]  |
| 2015 | „Jackass”                                  | Wow Pictures       | Ezoteryka              | [ 78 ]  |
| 2015 | „Jackass”                                  | Wow Pictures       | Erotyka                | [ 79 ]  |
| 2015 | „Solipsyzm”                                | H D S C V M        | Erotyka                | [ 80 ]  |
| 2015 | „Oh My Buddha”                             | SkyPiastowskie     | Egzotyka               | [ 81 ]  |
| 2016 | „Quebahombre”                              | AG Studio          | Egzotyka               | [ 82 ]  |
| 2016 | „Szejk”                                    | H D S C V M        | Egzotyka               | [ 83 ]  |
| 2016 | „Bollywood” (gościnnie: Czesław Mozil)     | H D S C V M        | Egzotyka               | [ 83 ]  |
| 2016 | „Luís Nazário de Lima”                     | H D S C V M        | Egzotyka               | [ 84 ]  |
| 2016 | „Asceta” (gościnnie: Wac Toja)             | H D S C V M        | Hip-hop 2.0            | [ 85 ]  |
| 2016 | „Enigma Room” (gościnnie: Szesnasty)       | Improbros          | Hip-hop 2.0            | [ 86 ]  |
| 2016 | „Wesoła ekipa” (gościnnie: Krzy Krzysztof) | Kriskej / MVPClips | Hip-hop 2.0            | [ 87 ]  |
| 2016 | „Madagaskar”                               | H D S C V M        | Egzotyka               | [ 88 ]  |
| 2017 | „Changa” (gościnnie: iFani)                | H D S C V M        | Egzotyka               | [ 89 ]  |
| 2017 | „C’est la Vie”                             | H D S C V M        | Egzotyka               | [ 90 ]  |
| 2017 | „Zorza”                                    | H D S C V M        | Egzotyka               | [ 91 ]  |
| 2017 | „Między słowami” (gościnnie: Young Lungs)  | H D S C V M        | Egzotyka               | [ 92 ]  |
| 2017 | „Arabska noc” (gościnnie: Solar, Wac Toja) | H D S C V M        | Egzotyka               | [ 93 ]  |
| 2017 | „To nie jest hip-hop” (gościnnie: KRS-One) | H D S C V M, Akin  | Egzotyka               | [ 94 ]  |
| 2017 | „Bumerang”                                 | H D S C V M        | Egzotyka               | [ 95 ]  |
| 2017 | „Kawa i Xanax” (gościnnie: PlanBe)         | H D S C V M        | Dla Fanek Euforii EP   | [ 96 ]  |
| 2017 | „Odyseusz”                                 | H D S C V M        | Egzotyka               | [ 97 ]  |
| 2017 | „Bogini”                                   | H D S C V M        | Dla Fanek Euforii EP   | [ 98 ]  |
| 2017 | „Half dead” (gościnnie: ReTo)              | H D S C V M        | Dla Fanów Eklektyki EP | [ 99 ]  |
| 2017 | „Pablo” (gościnnie: Paluch)                | H D S C V M        | Dla Fanów Eklektyki EP | [ 100 ] |
| 2017 | „Hypebae” (gościnnie: Sfera Ebbasta)       | Alexander Coppola  | Dla Fanek Euforii EP   | [ 101 ] |
| 2017 | „Candy” (gościnnie: Klaudia Szafrańska)    | BeOpen.            | Dla Fanek Euforii EP   | [ 102 ] |
| 2020 | „Jesień” (gościnnie: Natalia Szroeder)     | Frank Green        | Romantic Psycho        |         |

### We współpracy z innymi artystami
| Rok  | Tytuł                                            | Reżyseria                   | Album       | Źródło  |
| ---- | ------------------------------------------------ | --------------------------- | ----------- | ------- |
| 2016 | „Muszę lecieć” (oraz Białas, gościnnie: Sarcast) | Adam Gawenda                | Demówka EP  | [ 103 ] |
| 2018 | „Tamagotchi” (oraz Taco Hemingway)               | Mateusz Dziekoński, Grajper | Soma 0,5 mg | [ 104 ] |
| 2018 | „Kryptowaluty” (oraz Taco Hemingway)             | Piotrek Matejkowski         | Soma 0,5 mg | [ 105 ] |

### Gościnnie
| Rok  | Tytuł | Reżyseria                    | Album               | Źródło  |
| ---- | --- | ---------------------------- | ------------------- | ------- |
| 2014 | Pawbeats – „Euforia” (gościnnie: Quebonafide, Kasia Grzesiek) | M.L. Filmz                   | Utopia              | [ 106 ] |
| 2014 | Rasmentalism – „Wyjdziesz na dwór?” (gościnnie: Quebonafide) | Wojciech Stupnicki           | Wyszli coś zjeść    | [ 107 ] |
| 2014 | Pyskaty, Numer Raz, Proceente, Pelson, Rahim, Łysol, Mielzky, Dwa Sławy, Zeus, Chada, Klasik, Quebonafide, JodSen, Joteste, Bezczel, Siwers, Ten Typ Mes – „Najsilniejsi przetrwają” (prod. DJ Premier, Luxon) | Piotr Sawicki, Hanusz Bystry | –                   | [ 108 ] |
| 2015 | Białas – „Złote serca” (gościnnie: Quebonafide) | WOW Pictures                 | Rehab               | [ 109 ] |
| 2015 | VNM, KęKę, Sokół, Quebonafide – „Brać życie za mordę” | Ludwik Lis                   | Prosto Mixtape IV   | [ 110 ] |
| 2016 | VNM, Bisz, Quebonafide, Sarius – „D.Y.H.A.” | Oskar Kozłowski              | DeNekstBest Mixtape | [ 111 ] |
| 2016 | Bezczel – „Idą asy w klub” (gościnnie: Quebonafide) | H D S C V M                  | Teraz albo nigdy    | [ 112 ] |
| 2016 | Żabson – „Czarne okulary” (gościnnie: Quebonafide) | Kriskej, H D S C V M         | Passion Fruits EP   | [ 61 ]  |
| 2017 | Białas & Lanek – „Ganges” (gościnnie: Quebonafide) | H D S C V M                  | Polon               | [ 113 ] |